# 満井忠男
満井 忠男（みつい ただお、1934年 - ）は、日本の実業家。不動産会社元社長、政治家の元秘書。長崎県五島出身。

## 概要
自民党清和会元会長・三塚博の元秘書で、有力な資金支援者でもあった。バブル期には東京都心部の地上げ屋として名を馳せた。住専の大口借り手でもあった。
不動産会社「三正」の社長を務めていた1998年、バブル崩壊後の不良債権処理をめぐり、神保町の土地の所有権を移したように装い（仮装売買）、金融機関の差し押さえを免れようとした強制執行妨害の容疑で警視庁に逮捕されたことがある。

## 朝鮮総連本部ビル売却問題
朝鮮総連本部ビル売却問題を参照。
朝鮮総連本部ビル売却問題の仲介役を果たしたと報道されて注目を集めた。総連側からの4億7500万円を受け取ったことを認めている。そのうち1億5000万円は資金調達役の元銀行員に、2億円は総連に返却し、1億円を貸金庫に保管していると説明した。
2007年6月28日、ビル売却に関する詐欺容疑で弁護人の緒方重威らと共に逮捕された。
その後起訴され、懲役3年執行猶予5年の有罪判決が確定した。

## 自民党議員との関連
元郵政大臣の白浜仁吉や元建設大臣の野田卯一と協力して、白島国家石油備蓄基地建設計画に関わった。
自民党幹事長の中川秀直に献金していたことが一部メディアで報じられている。